# Carabus henningi
Carabus henningi es una especie de insecto adéfago del género Carabus, familia Carabidae. Fue descrita científicamente por Fischer von Waldheim en 1817.
Habita en Kazajistán y Rusia.